# آرسنتیفکا
آرسنتیفکا (به لاتین: Arsentyevka) یک منطقهٔ مسکونی در روسیه است که در استان آمور واقع شده‌است.